# Ministère de l'Administration du territoire et de la Décentralisation
Le ministère de l’administration du territoire et de la décentralisation est le ministère du gouvernement guinéen chargé traditionnellement de la sécurité intérieure, de l’administration du territoire et des libertés publiques.
Le ministère est au cœur de l’administration guinéen : il assure sur tout le territoire le maintien et la cohésion des institutions du pays. Son organisation, ses moyens humains et matériels constituent l’outil privilégié de l’État pour garantir aux citoyens l'exercice des droits, devoirs et libertés réaffirmés par la Constitution de la République.
Installé comme plusieurs autres dans le centre-ville de Kaloum.
Le ministère de l’administration du territoire et de la décentralisation est Ibrahima Kalil Condé, qui assure la fonction depuis le 13 mars 2024.

## Missions et attributions
Le ministre de l’administration du territoire et de la décentralisation prépare et met en œuvre la politique du Gouvernement en matière de libertés publiques, d'administration territoriale de l'État, d'immigration et d'asile. Sans préjudice des attributions du garde des sceaux, ministre de la justice, il prépare et met en œuvre, dans la limite de ses attributions, la politique du Gouvernement en matière d'accès à la nationalité guinéenne. Sans préjudice des attributions du ministre des affaires étrangères, il est chargé de l'organisation des scrutins. Il est, en outre, chargé de coordonner les actions de prévention de la délinquance et met en œuvre la politique du Gouvernement à l'égard des collectivités territoriales.
Les attributions du ministère sont très variées.

## Organisation
À l’instar des autres ministères guinéens, le ministère de l’Administration et de la décentralisation est divisé en une administration centrale située à Conakry et une administration régionale présente sur l’ensemble du territoire national. L’organisation de son administration centrale est fixée par un décret.

### Ministre
Dans le Gouvernement Bah Oury, Ibrahima Kalil Condé est ministre de l’administration du territoire et de la décentralisation.

### Administration territoriale
Pour mener à bien les missions qui lui incombent, le ministère de l'Administration s'appuie sur un réseau de régions (de préfectures) et de sous-préfectures sur l’ensemble du territoire guinéens.

## Effectifs
Les effectifs du ministère de l’Administration sont de 7 782 agents de tous statuts en 2017.
| administration                                                        | Hommes | Femmes | Total |
| 2011                                                                  | 2011   | 2011   | 2011  |
| --------------------------------------------------------------------- | ------ | ------ | ----- |
| Ministère de l'Administration du Territoire et de la Décentralisation | 503    | 337    | 840   |
| Les gouvernorats                                                      |        |        |       |
| Les préfectures                                                       | 506    | 151    | 657   |
| Les sous-préfecture                                                   |        |        |       |
| Les communes                                                          |        |        |       |
| Les conseillers communaux                                             |        |        |       |
| 2012                                                                  |        |        |       |
| Ministère de l'Administration du Territoire et de la Décentralisation | 492    | 337    | 829   |
| Les gouvernorats                                                      |        |        |       |
| Les préfectures                                                       | 515    | 155    | 670   |
| Les sous-préfecture                                                   |        |        |       |
| Les communes                                                          |        |        |       |
| Les conseillers communaux                                             |        |        |       |
| 2013                                                                  |        |        |       |
| Ministère de l'Administration du Territoire et de la Décentralisation | 500    | 335    | 835   |
| Les gouvernorats                                                      |        |        |       |
| Les préfectures                                                       | 515    | 167    | 682   |
| Les sous-préfecture                                                   |        |        |       |
| Les communes                                                          |        |        |       |
| Les conseillers communaux                                             |        |        |       |
| 214                                                                   |        |        |       |
| Ministère de l'Administration du Territoire et de la Décentralisation | 572    | 340    | 912   |
| Les gouvernorats                                                      |        |        |       |
| Les préfectures                                                       | 531    | 167    | 698   |
| Les sous-préfecture                                                   |        |        |       |
| Les communes                                                          |        |        |       |
| Les conseillers communaux                                             |        |        |       |
| 2015                                                                  |        |        |       |
| Ministère de l'Administration du Territoire et de la Décentralisation | 552    | 360    | 912   |
| Les gouvernorats                                                      |        |        |       |
| Les préfectures                                                       | 555    | 181    | 736   |
| Les sous-préfecture                                                   |        |        |       |
| Les communes                                                          |        |        |       |
| Les conseillers communaux                                             |        |        |       |
| 2016                                                                  |        |        |       |
| Ministère de l'Administration du Territoire et de la Décentralisation | 572    | 351    | 923   |
| Les gouvernorats                                                      |        |        |       |
| Les préfectures                                                       | 566    | 188    | 754   |
| Les sous-préfecture                                                   |        |        |       |
| Les communes                                                          |        |        |       |
| Les conseillers communaux                                             |        |        |       |
| 2017                                                                  |        |        |       |
| Ministère de l'Administration du Territoire et de la Décentralisation | 556    | 367    | 923   |
| Les gouvernorats                                                      |        |        |       |
| Les préfectures                                                       | 523    | 194    | 717   |
| Les sous-préfecture                                                   |        |        |       |
| Les communes                                                          |        |        |       |
| Les conseillers communaux                                             |        |        |       |
| 2018                                                                  |        |        |       |
| 2019                                                                  |        |        |       |